# Ábrete de orejas
Prick up your ears (lit. Levanta las orejas) es una película británica de 1987 dirigida por Stephen Frears. El guion de Alan Bennett se basa en la biografía del dramaturgo Joe Orton escrita por John Lahr. En España fue estrenada en los cines en 1987 y fue distribuida en VHS y DVD.

## Sinopsis
En la película se nos muestra por medio de flashbacks la relación de la pareja gay formada por Joe Orton y Kenneth Halliwell y sus diferentes etapas y trayectorias. Mientras que Joe era un joven sin formación cuando se conocieron, Kenneth era un hombre culto y sofisticado. Éste lo pule, enseña y le introduce en la literatura. Con el tiempo Joe va evolucionando hasta convertirse en un famoso escritor. En cambio Kenneth se enfrenta a su declive personal, no asume sus muestras de envejecimiento y no asimila bien el éxito de su pareja, sumiéndose en la marginalidad, el alcohol y las drogas que le hacen desequilibrarse mentalmente. 
La historia termina trágicamente cuando Kenneth mata a martillazos a Joe mientras duerme y se suicida con una sobredosis de pastillas.
Como trasfondo de la película aparece el submundo homosexual de los baños públicos en el Londres de los años sesenta, donde los hombres acudían a ligar cuando la homosexualidad todavía era ilegal en el Reino Unido.

## Reparto
Los intérpretes principales son:
| Actor            | Personaje               |
| ---------------- | ----------------------- |
| Gary Oldman      | Joe Orton               |
| Alfred Molina    | Kenneth Halliwell       |
| Vanessa Redgrave | Margaret Ramsay (Peggy) |
| Julie Walters    | Elsie Orton             |
| Frances Barber   | Leonie Orton            |
| Janet Dale       | Sra. Sugden             |
| Wallace Shawn    | Sr. Lahr                |

## Curiosidades
- El título original es un juego de palabras, ears (orejas) es un anagrama de arse (culo), y en argot la palabra prick además significa pene.
- Gary Oldman fue nominado al Premios BAFTA al mejor actor por su interpretación en la película.